# 腺毛疏花穿心莲
腺毛疏花穿心莲（学名：Andrographis laxiflora var. glomeruliflora）为爵床科穿心莲属下的一个变种。

## 扩展阅读
- 維基物種上的相關：腺毛疏花穿心莲